# Great Falls (Montana)
Pour les articles homonymes, voir Great Falls.

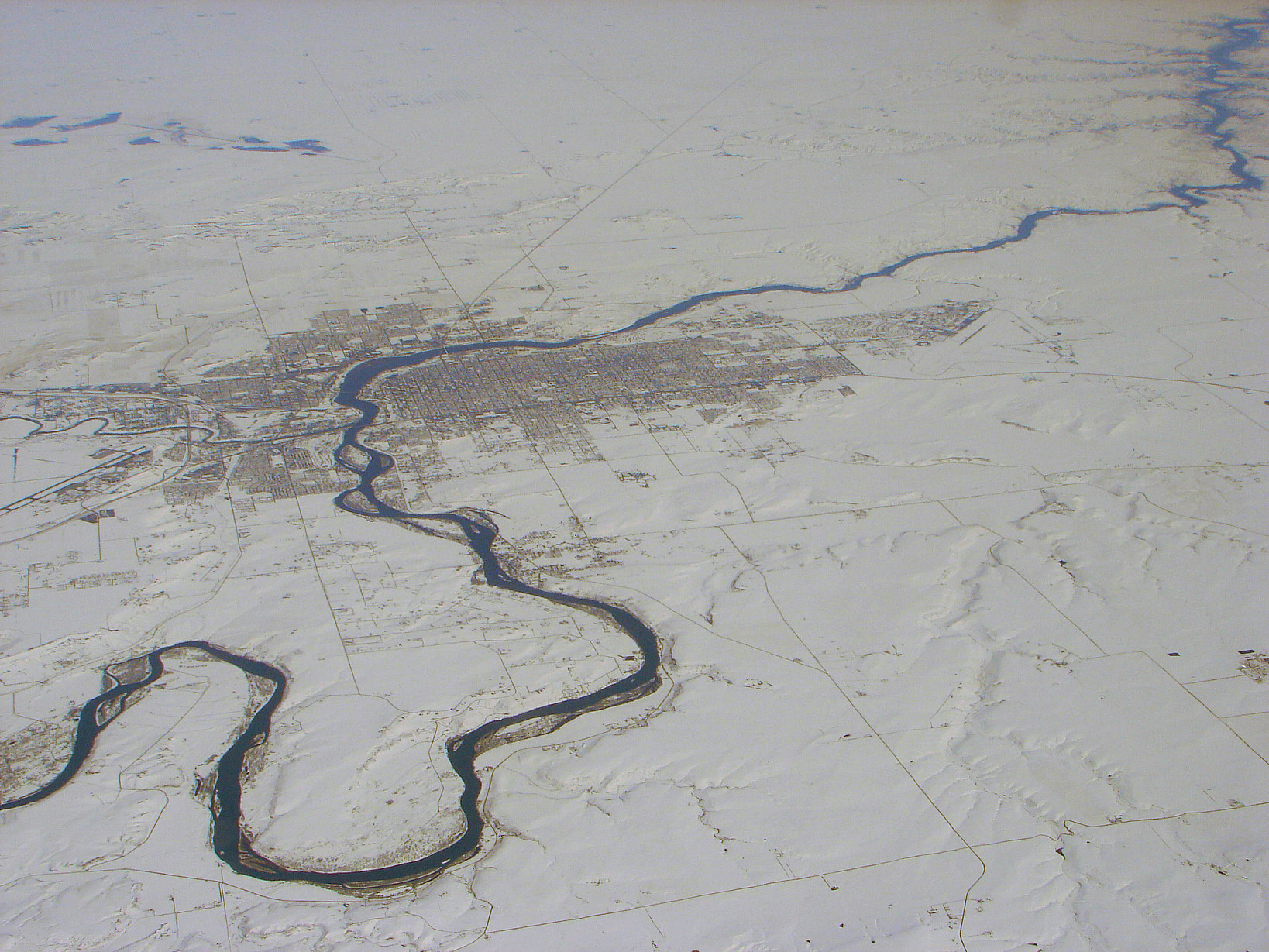
Vue aérienne

La ville de Great Falls est le siège du comté de Cascade, dans l’État du Montana, aux États-Unis. Sa population s’élevait à 58 505 habitants lors du recensement de 2010, estimée à 58 701 habitants en 2018.
La ville est célèbre pour avoir la seconde plus courte rivière du monde, la Roe River (le sujet est controversé car la Roe River prit le titre de rivière la plus courte du monde au fleuve D en 1989, le fleuve D reprit sa première place après une nouvelle étude).

## Histoire
Fondée sous le nom de Johnstown en 1883 par l'entrepreneur Josef Hanson et le magnat des chemins de fer James J. Hill, Great Falls fut dès le départ une ville planifiée, construite à un emplacement qui permet d'utiliser le potentiel hydroélectrique des chutes d'eau du Missouri. 
La ville fut renommée Great Falls en 1884, la même année où elle fut reconnue par le United States Postal Service. Elle devint rapidement un centre industriel et, dans les années 1900, était bien partie pour devenir la communauté du Montana la plus rapide à se développer. Elle prospéra en effet avec l'ouverture d'une base militaire à proximité, mais le déclin du chemin de fer fit diminuer sa population plus tard au XXe siècle.

### L’affaire de l’OVNI
En août 1950, Nicolas Mariana, un manager de baseball, filma deux OVNI volant au-dessus de la ville avec sa caméra 16 mm. La scène, prise depuis le Legion Ball Park, fut immédiatement envoyée au journal Great Falls Tribune puis montrée aux amis et à la famille. Un ami suggéra à Mariana d'envoyer la prise à l'Air Force, ce qu'il fit, et le film fut officiellement examiné par le Projet Blue Book à la base militaire de Malmstrom, située près de Great Falls. Lorsqu'elle lui fut retournée, M. Mariana affirma que les militaires avaient supprimé une partie de la vidéo. Celle-ci demeure néanmoins l'une des plus fortes preuves appuyant l'existence des OVNI jamais filmée. Depuis cet événement, plus de 100 autres OVNI auraient été repérés dans la ville, ce qui en fait l'un des lieux les plus actifs de l'Amérique du Nord dans ce domaine.

## Presse
Le journal local est le Great Falls Tribune.

## Sport
- Voyagers de Great Falls

## Jumelage
- Charia (Russie)

## Personnalités liées à la ville
- Mary Fields (1832–1914), première femme afro-américaine à devenir factrice longue distance y est décédée.

## Great Falls dans la littérature
- L'écrivain américain Richard Ford a placé l'action de plusieurs de ses romans à Great Falls : Wildlife (1990, Une saison ardente) et Canada (2012, 2013 pour la traduction française) en particulier. Une de ses nouvelles s'intitule également Great Falls[5]. Dans Canada, la famille Parsons s'installe à Great Falls dans le Montana parce que le père y travaille sur la base militaire (pour l'Air Force).
- L'écrivain autrichien de langue allemande Peter Handke y a rédigé en juillet–septembre 2010 son récit-roman La Grande Chute.
- L'écrivain américain Pete Fromm a également placé l'action de son roman 𝘓𝘶𝘤𝘺 𝘪𝘯 𝘵𝘩𝘦 𝘴𝘬𝘺 à Great Falls (2003, 2015 pour la traduction française) et certaines nouvelles de 𝘊𝘩𝘪𝘯𝘰𝘰𝘬 (1997, 2011).